# Jakob Jansen
Jakob Jansen (* 17. Juli 1815 in Binsfeld; † 11. Oktober 1892 ebenda) war ein rheinischer Gutsbesitzer.
Der Sohn von Ferdinand Jansen, Bürgermeister zu Binsfeld, und seiner Ehefrau Anna Sophia Vaaßens war von 1888 bis 1890 Mitglied des Provinziallandtags der Rheinprovinz.